# Granville (Dakota del Nord)
Granville è un centro abitato (city) degli Stati Uniti d'America, situato nella Contea di McHenry, nello Stato del Dakota del Nord. Nel censimento del 2000 la popolazione era di 286 abitanti. La città è stata fondata nel 1900. Appartiene all'area micropolitana di Minot.
Qua nacque il giornalista Lee Hills (giornalista).

## Geografia fisica
Secondo i rilevamenti dell'United States Census Bureau, la località di Granville si estende su una superficie di 0,70 km², tutti occupati da terre.

## Popolazione
Secondo il censimento del 2000, a Granville vivevano 286 persone, ed erano presenti 77 gruppi familiari. La densità di popolazione era di 402 ab./km². Nel territorio comunale si trovavano 141 unità edificate. Per quanto riguarda la composizione etnica degli abitanti, il 96,50% era bianco, lo 0,35% era afroamericano, lo 0,70% era nativo e il 2,45% apparteneva a due o più razze.
Per quanto riguarda la suddivisione della popolazione in fasce d'età, il 26,6% era al di sotto dei 18, l'8,4% fra i 18 e i 24, il 24,5% fra i 25 e i 44, il 19,9% fra i 45 e i 64, mentre infine il 20,6% era al di sopra dei 65 anni di età. L'età media della popolazione era di 38 anni. Per ogni 100 donne residenti vivevano 108,8 maschi.